# Comuna Pultivți, Jmerînka
Pultivți (în ucraineană Пултівці) este o comună în raionul Jmerînka, regiunea Vinnița, Ucraina, formată din satele Krasne, Lîseanka și Pultivți (reședința).

## Demografie
Componența lingvistică a satului Pultivți
     Ucraineană (98,07%)
     Rusă (1,88%)
     Alte limbi (0,05%)
Conform recensământului din 2001, majoritatea populației satului Pultivți era vorbitoare de ucraineană (98,07%), existând în minoritate și vorbitori de rusă (1,88%).